# Amplificatio
Die Amplificatio (von lat. amplificatio „Erweiterung“, gr. auxesis „Wachstum, Zunahme“) ist die künstliche Ausweitung einer Aussage über das zum Verständnis der Aussage Nötige hinaus. Dies kann z. B. durch wiederholtes Betrachten einer Tatsache unter mehreren Gesichtspunkten und eine ausführliche Ausmalung von Einzelaspekten geschehen.
Im Unterschied zur Amplificatio, die die übertrieben ausführliche Darstellung des Gesagten bezeichnet, meint das Stilmittel Hyperbel die inhaltliche Übertreibung.
In der antiken Rhetorik diente die Amplificatio der Steigerung der Wirkung in der Rede, so etwa durch die Mittel der Variatio (Gedankenvariation oder Figuren der Häufung, etwa Accumulatio, Enumeratio oder Synonymie), der Periphrase, des Vergleichs und der Beschreibung.
In der Rhetorik des Mittelalters wurde die Amplificatio zum Selbstzweck und das Textkorpus unnötig erweitert (vgl. auch materieller Schwulst). Hierzu dienten die modi amplificationis wie etwa Apostrophe (z. B. durch Ausrufe), Personifikation oder Exkurs, sowie die Figuren Litotes und Oppositio. Als Gegenstück zur Amplificatio fungierte die Abbreviatio (Abkürzung).
Ein häufiger Einsatz der Amplificatio findet sich typischerweise in der Literatur des Manierismus. 
Auch in der Soziologie wird dieser Begriff thematisiert und wird z. B. in die Folgen des Buchdrucks eingebettet.